# Daena Soares
Daena Soares (sinh ngày 22 tháng 3 năm 1999) là một người mẫu và người đẹp người Jamaica, người đã đăng quang cuộc thi Hoa hậu Hoàn vũ Jamaica 2021. Cô sẽ đại diện cho Jamaica tại cuộc thi Hoa hậu Hoàn vũ 2021 ở Eilat, Israel.

## Tiểu sử
Soares sinh ra và lớn lên ở Junction, Saint Elizabeth Parish, Jamaica. Ông theo học Trường Hampton và cũng phục vụ tại Đại học Tây Ấn ở Kingston, nơi ông lấy bằng cử nhân giải phẫu.

## Các cuộc thi sắc đẹp

### Hoa hậu Hoàn vũ Jamaica 2021
Vào tháng 4 năm 2021, Soares đăng quang Hoa hậu Trung tâm Hoàn vũ Jamaica 2021. Vào ngày 30 tháng 10 năm 2021, Soares tranh tài cùng 9 thí sinh khác trong vòng chung kết Hoa hậu Hoàn vũ Jamaica 2021 tại khách sạn Riu Montego Bay ở Vịnh Montego. Anh đã giành được danh hiệu và được thay thế bởi Miqueal-Symone Williams.

### Hoa hậu Hoàn vũ 2021
Vào ngày 12 tháng 12 năm 2021, Soares sẽ đại diện cho Jamaica tại Hoa hậu Hoàn vũ 2021 ở Eilat, Israel.